# 大蛇·普利斯金
S·D·巴布·「大蛇」·普利斯金（英語：S.D. Bob "Snake" Plissken）是一位初次出現在約翰·卡本特執導的1980年電影《紐約大逃亡》中的虛構反英雄人物，由寇特·羅素飾演，他也因該角而成為動作電影明星。

## 人物
主角大蛇除了《紐約大逃亡》和《洛杉磯大逃亡》兩部電影作品外，在美國還有自己的漫畫作品《約翰·卡本特的大蛇·普利斯金編年史》，其他的電視劇和電子遊戲後來沒有實現推出。
「你們的總統跟你們的戰爭關我什麼屁事？」 - 大蛇
「大蛇」（Snake，另譯蛇頭、斯納）雖然是一個綽號，但本人較喜歡人們這樣稱呼他；如果有人直接稱呼他「普利斯金」，那他就會要求對方「叫我大蛇（Call me Snake）」。普利斯金登場的世界舞台是一個荒廢、不合理的政府，他常被描述是一個孤軍奮戰要反抗極端狀況、傳說的法外之徒。
他成為犯罪者的職業生涯在電影中只被片段提及，原本是位美國軍人（特種部隊中尉）。曾獲兩枚紫心勳章，是被總統授勳中最年少的英雄等榮耀，擁有輝煌的軍歷。後來莫名成為罪犯（搶劫中央銀行），從片中人與政府間的行為動向來看，推測大蛇是在執行任務時被政府「放棄」。
特徵是留著蓬亂的半長髮，身材結實，口齒不清，左眼的獨眼罩是其招牌（小說中表示他在Leningrad Ruse事件中失去了左眼），腹部有個眼鏡蛇的刺青紋，有抽煙習慣。經常擺著一副「麻煩」、「疲累」的粗旷面容，在《洛杉磯大逃亡》中還被政府嘲笑是「不合時宜」、「活在20世紀」的人（第二集的《洛杉磯大逃亡》的年代設定為2013年）。大蛇的個性憤世嫉俗，因為美國政府的虛偽，使得他被迫做任何事求生。在電影中，看見他的人時常會驚訝地說：「你是大蛇嗎？我聽說你已經死了」。
其個性有些異於常人，經常獨來獨往且不輕易相信他人，因過去曾多次被同伙背叛甚至“放鴿子”，特別對政府人員抱有強烈的反感。電影中由於自己命在旦夕、不得已只好接受救援任務。《紐約大逃亡》時，為了搶救總統和錄音帶而到達已崩潰的紐約市執行任務，之後名氣大增。《洛杉磯大逃亡》時則是在內華達洲槍戰被捕而再度被政府找上，要求將總統女兒和「黑盒子」（總統女兒必要時可以捨棄）帶回洛杉磯，最後大蛇自行利用「黑盒子」將全球的能源技術無效化，使一直玩弄他的美國政府嚐到苦頭，帶有強烈諷刺意味。

## 武器配備
- MAC-10衝鋒槍
- 史密斯威森67型.38 Special 左輪手槍
- 其他特殊暗器配備

## 戰鬥能力
現在他的名字在人們的口中已成為了傳奇，只要看見長相就會讓人說「那是大蛇？」，並敬畏地迎接他。憑著一名退伍軍人的戰鬥能力、蠻橫的性格和結實的肌肉，雖然大蛇沒有超級英雄般的超人力量，但搏鬥能力相當優異，且射擊本能也是超一流。在《洛》中可看出他擁有高超的投擲本領。
「有些人以為你已經死了，有些人以為你永遠不會死。」- 柯佛·瓊斯
此外還有著絕不輕易屈服的精神，謠言過他已「死」過多次，但每次遇到危機都能化險為夷。常以不擇手段的方式取勝，善用各種欺敵戰術。

## 已取消的項目

### 電視劇
2000年初，約翰·卡本特、寇特·羅素和黛布拉·希爾建議開拍一個大蛇·普利斯金的電視劇，但最後各大頻道基於「太黑暗和淒涼」而被否決掉。

### 編年史項目
隨著漫畫書，其他的《大蛇·普利斯金編年史》項目有被提出來，其中有Namco製作的電子遊戲，但後來可能是由於黛布拉·希爾廢除註銷。Production I.G也被分配到創作一個基礎動畫，但據說是資產不足，而約翰·卡本特和寇特·羅素也曾設想過《地球大逃亡》，但這也從未實現。卡本特和寇特都是執行製作人，寇特提供了大蛇的聲音和外觀。

### 地球大逃亡
這往往是卡本特和寇特在接受採訪之前的新聞稿中提及的第二個續集《洛》的建議，地球是留給普利斯金能逃脫的唯一地方。在《洛》後未能引起足夠的共識，該項目也未實現。2006年8月，在互聯網上的謠言流傳，該項目正由派拉蒙電影在寇特的催促下積極地發展，但謠言被揭露是假的。

## 未來

### 紐約大逃亡（重拍版）
2007年3月13日，宣布了傑拉德·巴特勒即將在未來的《紐》重拍版中擔任全新的大蛇·普利斯金一角，但似乎很多迷不會認同寇特以外的演員。截至2008年6月一直流傳著這個傳言，佐斯·布連對此事和大蛇的發展也有參與，這在「開發地獄」中結束。2010年，根據紐約雜誌，計劃重回正軌，一個新的重寫。負責《華爾街：金錢萬歲》的Allan Loeb表示出了其腳本。據報導，2013年3月24日，英國演員傑森·史塔森和湯姆·哈迪是符合大蛇這個角色的影星。
該項目因長期無消息被認為已取消。2015年10月12日，宣布《路德探長》的創作者尼爾·克羅斯將為電影撰寫劇本。

## 其他媒體的參考
- 大蛇·普利斯金的主要靈感在科樂美的電子遊戲《潛龍諜影》中受引用，如系列主角Big Boss（裸蛇）及Solid Snake[10]。而《潛龍諜影2：自由之子》中還曾提及「普利斯金」這個名字。
- 在遊戲《毀滅公爵3D》的Level 3中可以找到肢解的大蛇·普利斯金屍體。此時Duke喃喃自語地說「我想他沒有從洛杉磯越獄」。
- 在遊戲《Contra ReBirth》中，一個人形的蛇角色是一種對大蛇·普利斯金的敬意。更重要的是，和大蛇在電影中一樣，克制自己不在任務結束後殺害自己的雇主，因為他「太累了」。

## 外部連結
- 互联网电影数据库（IMDb）上《Escape from New York》的资料（英文）
- 互联网电影数据库（IMDb）上《Escape from L.A.》的资料（英文）